# 실베스터 행렬
가환대수학에서 실베스터 행렬(Sylvester行列, 영어: Sylvester matrix)은 두 다항식의 공약 다항식에 대한 정보를 담고 있는 정사각 행렬이다.

## 정의
가환환 {\displaystyle R} 계수를 갖는 두 0이 아닌 다항식 {\displaystyle p,q\in R[x]}의 실베스터 행렬은 {\displaystyle (\deg p+\deg q)\times (\deg p+\deg q)} 정사각 행렬이다. 구체적으로, 만약
{\displaystyle p(x)=\sum _{i=0}^{m}p_{i}x^{i}}
{\displaystyle q(x)=\sum _{i=0}^{n}q_{i}x^{i}}
{\displaystyle p_{m}q_{n}\neq 0}
라면, {\displaystyle p}와 {\displaystyle q}의 실베스터 행렬은 다음과 같은 {\displaystyle (m+n)\times (m+n)} 행렬이다.
{\displaystyle S(p,q)={\begin{pmatrix}p_{m}&p_{m-1}&p_{m-2}&\cdots &p_{1}&p_{0}&0&\cdots &0&0\\0&p_{m}&p_{m-1}&p_{m-2}&\cdots &p_{1}&p_{0}&0&\ddots &0\\\vdots &\ddots &\ddots &\ddots &\ddots &\ddots &\ddots &\ddots &\ddots &\vdots \\0&\cdots &0&p_{m}&p_{m-1}&p_{m-2}&\cdots &p_{1}&p_{0}&0\\0&0&\cdots &0&p_{m}&p_{m-1}&p_{m-2}&\cdots &p_{1}&p_{0}\\q_{n}&q_{n-1}&q_{n-2}&\cdots &q_{1}&q_{0}&0&\cdots &0&0\\0&q_{n}&q_{n-1}&q_{n-2}&\cdots &q_{1}&q_{0}&0&\ddots &0\\\vdots &\ddots &\ddots &\ddots &\ddots &\ddots &\ddots &\ddots &\ddots &\vdots \\0&\cdots &0&q_{n}&q_{n-1}&q_{n-2}&\cdots &q_{1}&q_{0}&0\\0&0&\cdots &0&q_{n}&q_{n-1}&q_{n-2}&\cdots &q_{1}&q_{0}\\\end{pmatrix}}}

## 성질
가환환 계수를 갖는 두 다항식의 실베스터 행렬의 행렬식은 두 다항식의 종결식과 같다. 가환환 계수의 다항식의 판별식은 자기 자신과 그 도함수의 종결식을 사용하여 나타낼 수 있으므로, 역시 실베스터 행렬의 행렬식을 통해 나타낼 수 있다.
두 다항식 {\displaystyle p,q\in R[x]}에 대하여,
{\displaystyle \deg(\gcd(p,q))=\deg p+\deg q-\operatorname {rank} S(p,q)}
이다. 여기서 {\displaystyle \operatorname {rank} }는 행렬의 계수이다.
특히, 대수적으로 닫힌 체 {\displaystyle K} 및 두 다항식 {\displaystyle p,q\in K[x]}가 근을 공유하지 않을 필요충분조건은 {\displaystyle S(p,q)}가 가역 행렬인 것이며, {\displaystyle p\mid q}일 필요충분조건은 {\displaystyle \operatorname {rank} S(p,q)=\deg q}이다.

## 역사
제임스 조지프 실베스터가 도입하였다. 실베스터는 판별식을 실베스터 행렬의 행렬식을 통해 나타낼 수 있음을 보였다.:149

## 참고 문헌
1. ↑  Lang, Serge (2002). 《Algebra》. Graduate Texts in Mathematics (영어) 211 개정 3판. New York, NY: Springer. doi:10.1007/978-1-4613-0041-0. ISBN 978-1-4612-6551-1. ISSN 0072-5285. MR 1878556. Zbl 0984.00001.
2. ↑  최은미 (2011). “방정식의 판별식과 교육과정에서 활용 방안”. 《한국수학사학회지》 24 (4): 143–155. ISSN 1226-931X.